# Cima dell'Angiolino
La Cima dell'Angiolino (anche monte Angiolino - 2.168 m s.l.m.) è una montagna del gruppo delle Levanne (nelle Alpi Graie) che si trova tra le valli di Lanzo e la valle dell'Orco.

## Caratteristiche

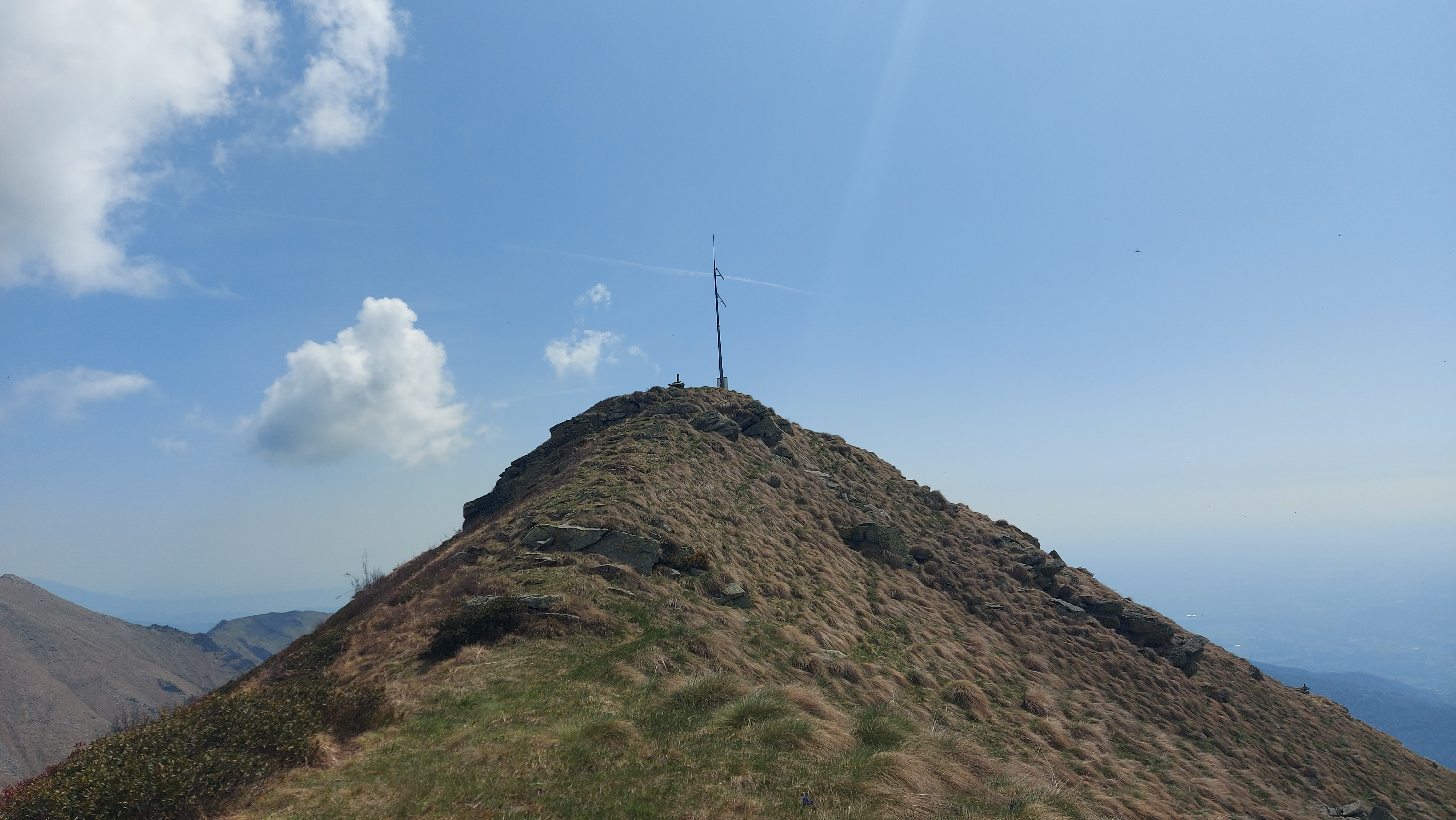
La vetta della montagna.

La montagna si trova tra i comuni di Corio, Coassolo Torinese e Locana ed al termine della cresta che divide le valli di Lanzo dalla valle dell'Orco.
Costituisce il punto più elevato del comune di Corio.
Ai piedi della vetta si trova il rifugio Peretti-Griva.

## Salita alla vetta
Si può salire sulla vetta partendo da frazioni alte di Corio oppure di Coassolo Torinese.